# Mur-sur-Allier
Mur-sur-Allier – gmina we Francji, w regionie Owernia-Rodan-Alpy, w departamencie Puy-de-Dôme. W 2016 roku liczba ludności wynosiła 3482 mieszkańców. 
Gmina została utworzona 1 stycznia 2019 roku z połączenia dwóch ówczesnych gmin: Dallet oraz Mezel. Siedzibą gminy została miejscowość Mezel. 